# Горлебен
Горлебен (нім. Gorleben) — громада в Німеччині, розташована в землі Нижня Саксонія. Входить до складу району Люхов-Данненберг. Складова частина об'єднання громад Гартов.
Площа — 21,25 км2. Населення становить 599 ос. (станом на 31 грудня 2021).